# Kurt Lemcke
Kurt Lemcke (* 28. April 1914 in Wittenburg; † 18. Oktober 2003) war ein deutscher Geologe.

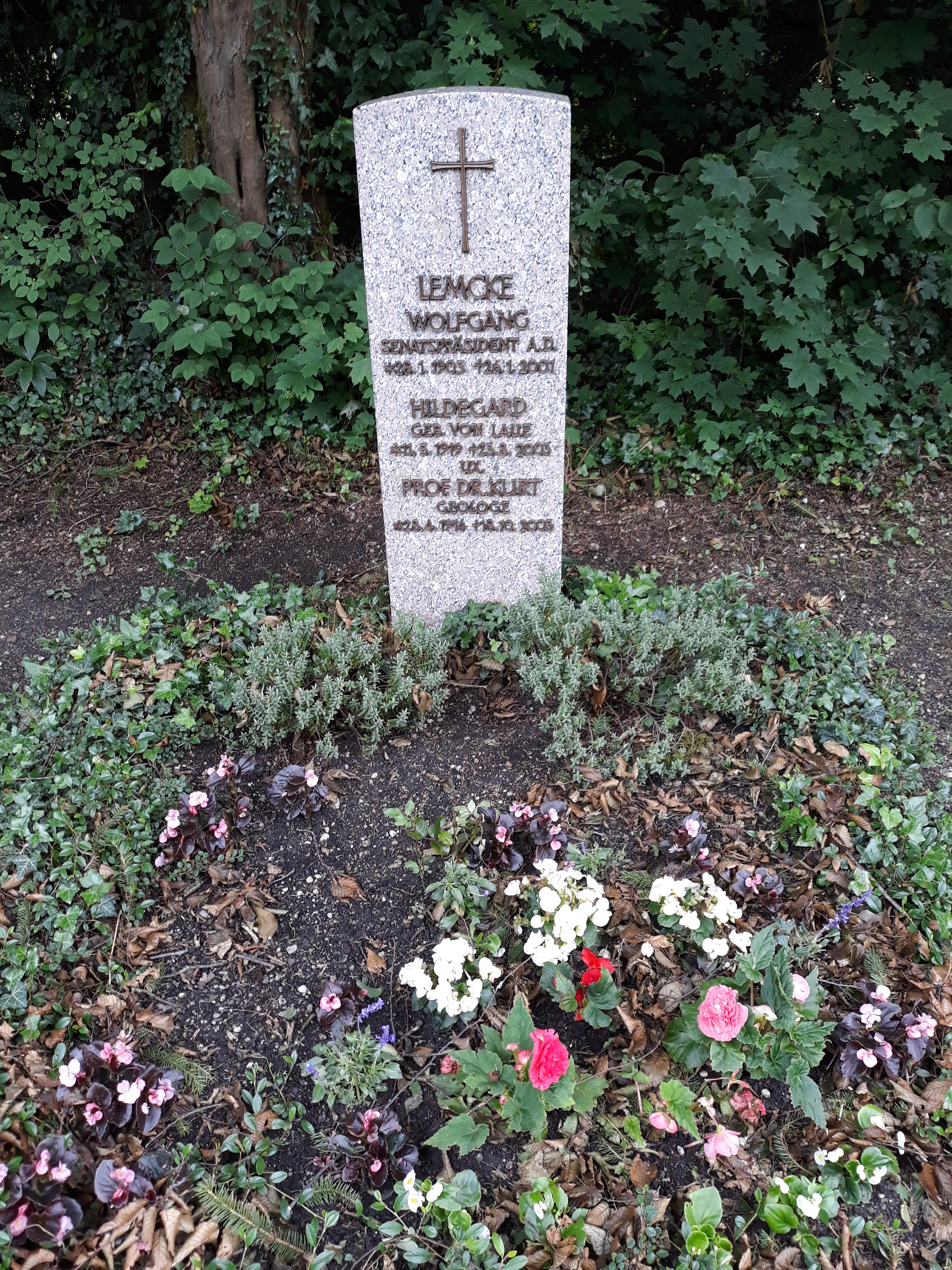
Das Grab von Kurt Lemcke und Ehefrau Hildegard, Friedhof Obermenzing, München.

Lemcke studierte ab 1932 Geologie an der Ruprecht-Karls-Universität Heidelberg und der Albert-Ludwigs-Universität Freiburg, wo er 1937 mit der Dissertation Geologie und Tektonik der Diedrichshäger Berge bei Arendsee-Brunshaupten in Mecklenburg promoviert wurde. Danach war er wissenschaftlicher Angestellter an die Mecklenburgischen Geologischen Landesanstalt in Rostock, wurde nach deren Umwandlung in ein Institut der Universität Rostock dort Assistent und war danach am Reichsamt für Bodenforschung in Berlin als Bezirksgeologe. 
Nach dem Zweiten Weltkrieg und Kriegsgefangenschaft arbeitete er als freiberuflicher Geologe in Süddeutschland und ab 1948 als Erdölgeologe bei der Gewerkschaft Brigitta Elwerath in Hannover, für die er im Molassebecken des Alpenvorlands nach Erdöl und Erdgas suchte. Ab 1969 hatte er einen Lehrauftrag für Erdölgeologie an der TU München, wo er 1974 Honorarprofessor wurde.
Aus seinen Erfahrungen als Erdölgeologe wurde er ein sehr guter Kenner der Geologie Bayerns und schrieb darüber auch ein Buch.
1978 wurde er Ehrenmitglied der Vereinigung schweizerischer Petroleumgeologen und -ingenieure und 1979 Ehrenmitglied des Oberrheinischen Geologischen Vereins, bei dem er seit 1947 Mitglied war. Bis 1978 war er in der Subkommission Tertiär und Jura der Deutschen Stratigraphischen Kommission.
Er war seit 1978 an dem europäischen Geotraverse Projekt beteiligt, das einen geologischen Querschnitt durch den europäischen Kontinent vom Nordkap bis Sizilien erstellte.

## Schriften
- Das Bayerische Alpenvorland vor der Eiszeit. Erdgeschichte – Bau – Bodenschätze (= Geologie von Bayern. Bd. 1). Schweizerbart, Stuttgart 1988, ISBN 3-510-65135-9.
- mit Hans Füchtbauer und Wolf von Engelhardt: Geologische und sedimentpetrographische Untersuchungen im Westteil der ungefalteten Molasse des süddeutschen Alpenvorlandes (= Geologisches Jahrbuch. Beihefte 11, ISSN 0005-8017). Amt für Bodenforschung, Hannover 1953.